# Ídolo de Noceda del Bierzo

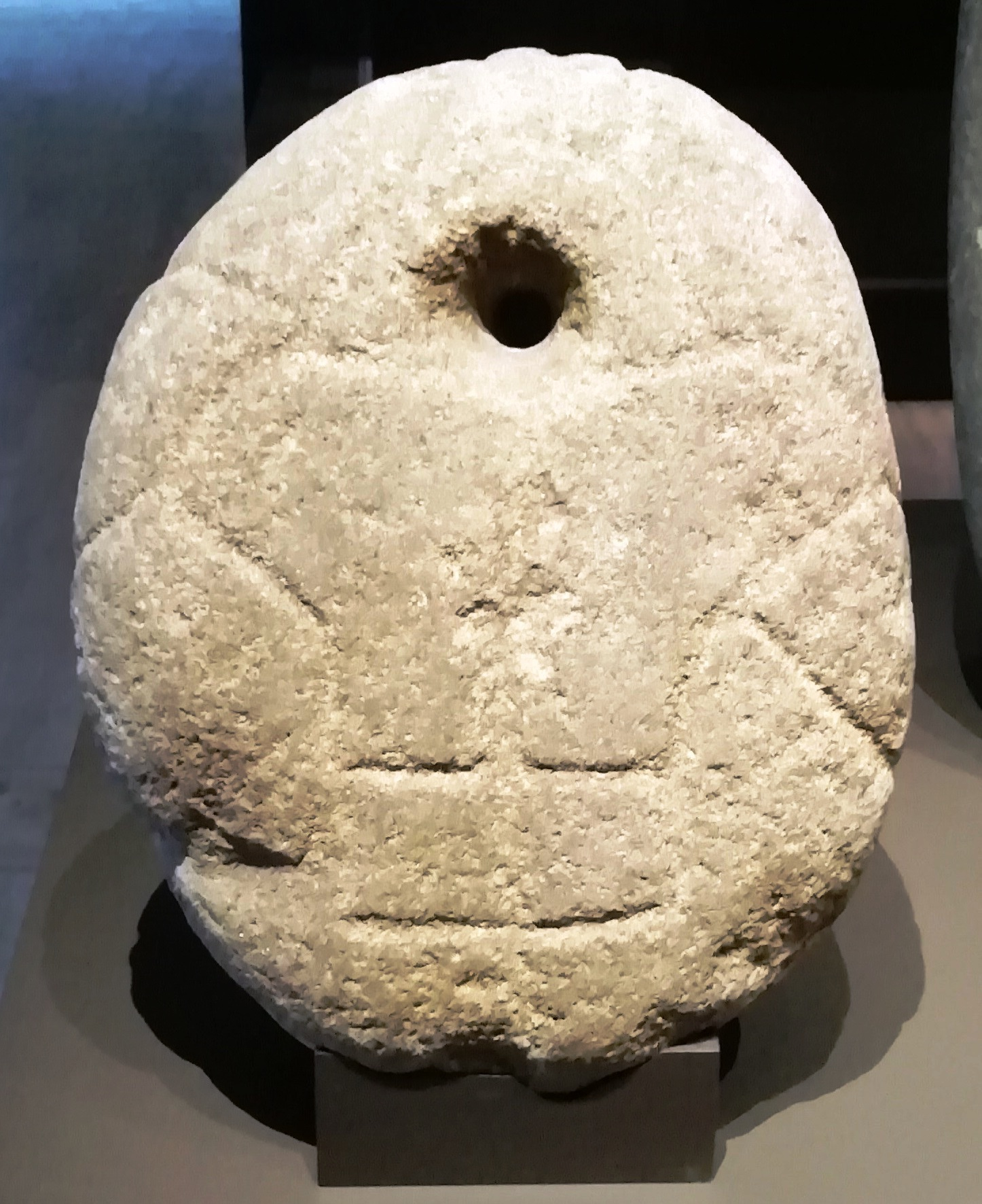
Ídolo de Noceda, MAN.

El Ídolo de Noceda del Bierzo o, simplemente, Ídolo de Noceda es una curiosa pieza denominada ídolo por lo característico de su forma y porque fue hallada en el pueblo de Noceda del Bierzo.

## Hallazgo
El descubrimiento de la existencia de esta pieza fue, como el de muchísimas otras, por casualidad, por la curiosidad que despertó en sus dueños que sabían que esa pieza que estaba en su casa desde muchos decenios atrás no era una “piedra” más. Esta pieza, que se hallaba guardada en casa de una vecina del pueblo de Noceda del Bierzo (situado en la comarca de El Bierzo, provincia de León, Comunidad Autónoma de Castilla y León, España) hacía las funciones de pesa de telar entre otras utilidades que se le daba debido al orificio que presenta en su parte superior.
Así, esta curiosa pieza estuvo durante decenios en la calle la Amargura en casa de una vecina llamada Laura Marqués haciendo la función de pesa de telar. En la década de los 60 del siglo XX su hija, María del Carmen Nogaledo Marqués, se la mostró a su maestra, Felisa Rodríguez, porque creía, como así fue, que era algo más que una simple piedra que servía de pesa de telar. Tal repercusión tuvo este descubrimiento que le otorgaron un premio de la Misión Rescate que por aquella época se emitía a través de Radio Nacional España, como se hacía con otros relevantes hallazgos arqueológicos. Así esta pieza despertó tal interés que, siempre con la colaboración de sus dueños, comenzó a ser estudiada por arqueólogos, y otras personas interesadas en estos hallazgos, además empezó a ser mostrada por los vecinos del pueblo en diversos lugares. 

### Depósito actual
En el año 1971 este ídolo llegó, por su gran valor, al Museo Arqueológico Nacional en Madrid, instalándose en la sala dedicada a la Edad del Bronce en la península ibérica. En El Bierzo se dejaron dos réplicas, una en el Museo de El Bierzo situado en Ponferrada y otra en el Museo de Noceda (Noceda del Bierzo).

## Descripción
Esta pieza se incluye dentro de la tipología de los ídolos. Hay constancia de la existencia de esas piezas ya desde el neolítico. Han formado parte de importantes ajuares funerarios y se han entendido como auténticas manifestaciones de religiosidad. Estos ídolos que representan divinidades se caracterizan por tener rasgos antropomorfos. El Ídolo de Noceda tiene rasgos masculinos y femeninos. Estos ídolos están construidos sobre diversos soportes: arcilla, hueso (construidos sobre pequeñas falanges), marfil, piedra o sobre placas de pizarra (conocidos como ídolos-placa). En muchos de ellos se ven claramente partes del cuerpo grabadas, como la cabeza, los hombros, los ojos grandes y redondeados, y además presentan una perforación para colgar. Mucho se ha debatido acerca del significado de estas figurillas. 
La mayoría de los expertos han llegado a un consenso y admiten que este tipo de figurillas aluden a un símbolo que han llamado “divinidad de los ojos” y se relaciona con el culto a esta divinidad. Como estos ídolos suelen representar a una divinidad femenina, aunque en este caso es mixta, se ha identificado con la diosa madre o la diosa tierra de las comunidades campesinas. Se cree que su adoración garantizaba riqueza, fecundidad y buenas cosechas. 
En cuanto al ídolo de Noceda, se ve que cumple las características arriba señaladas con la peculiaridad de que ésta representa a ambos géneros. Así vemos que tiene rasgos antropomorfos, perforación para mantenerse suspendida y refleja una muestra de religiosidad muy importante para la zona en la que se encontró (Noceda del Bierzo). 
Según los arqueólogos, en esta se puede datar sobre el 1800 a. C. (Edad del Bronce). Grabado con un percutor, sus profundas incisiones se plasman sobre una piedra de granito de superficie rugosa, presenta una forma ovoide y algo aplanada por ambas caras. Su altura es de 226 milímetros y su anchura de 197, su grosor de 73 milímetros y la perforación circular que presenta en la parte superior mide 3,5 cm de diámetro.
Respecto a sus elementos decorativos, se ven por toda la pieza y recorren prácticamente ambas caras; algunos elementos de las dos caras se acaban uniendo. En la cara en la que se aprecia la representación de la feminidad, se ve una línea curva que envuelve la perforación. Bajo esta vemos dos líneas oblicuas que podrían ser los hombros y que se rematan en dos pequeñas protuberancias que serían los brazos o los pechos. Debajo de la perforación y en línea recta horizontal cruza a otra vertical. Más abajo, poco antes de llegar a su fin, esta línea vertical se separa en dos más pequeñas y que harán las veces de piernas.
Respecto a la cara, que representa la masculinidad, vemos una línea horizontal justo debajo de la perforación (aparece rodeada por una línea curva) que se interpreta como los brazos, aparece una línea vertical que divide la pieza desde su perforación hasta el final. Paralelas a esta línea vertical aparecen otras dos que, unidas a los “brazos”, llegan hasta el final, donde se unen con dos líneas horizontales colocadas una sobre la otra.

### Otras piezas similares
Dentro de El Bierzo contamos con otros ejemplos de estas figurillas, como el que se encuentra en el Museo de los PP. Paúles en Villafranca. Aunque uno de los que más se asemeja al de Noceda es, según Martín Almagro, el Ídolo de Puig Pelegri en Lérida especialmente en su decoración, si bien este solo la tiene por una cara y presenta dos perforaciones a modo de ojos. Otro ejemplo sería el Ídolo de Chillarón (Cuenca) también de la Edad del Bronce.